# Costa Oriental (Cantábria)
A Costa Oriental é uma comarca do norte de Espanha, na província e comunidade autónoma da Cantábria. Tem 142,3 km² de área e em 2021 tinha 53 691 habitantes. Como o nome indica, ocupa a parte mais oriental do litoral da Cantábria, estendendo-se desde a foz do Asón [es], a oeste, até ao limite com o País Basco, a leste; a sul vai até às chamadas montanhas pré-litorais. A comarca é formada por quatro municípios, os quais são, de oeste para leste, Colindres, Laredo, Liendo e Castro-Urdiales.
A comarca não tem atualmente estatuto administrativo, pois apesar de já existir uma lei para a divisão em comarcas da Cantábria desde 1999, esta ainda não foi regulamentada. Tradicionalmente considera-se que a capital da comarca é Laredo, por nela terem a sede vários serviços, mas nas últimas décadas Castro-Urdiales tem crescido em importância, número de habitantes e prestação de serviços, tendo-se tornado o município mais populoso da comarca. É uma região bastante urbanizada e com grande pressão demográfica e urbanística, causado pelo facto de ser uma das comarcas cantábricas onde se concentra mais turismo no verão, devido à existência de numerosas praias. Em alguns casos tem havido desrespeito pelas leis urbanísticas, a ponto de ter havido demolições ordenadas pelos tribunais.
| Limites da comarca da Costa Oriental |             |                      |
| Mar Cantábrico                       |             |                      |
| Trasmiera                            |             | Biscaia (País Basco) |
| Trasmiera                            | Asón-Agüera | Biscaia              |

| Municípios      | Municípios | Municípios       | Municípios           |
| Município       | Área (km²) | População (2021) | Densidade (hab./km²) |
| --------------- | ---------- | ---------------- | -------------------- |
| Castro-Urdiales | 96,7       | 32 975           | 341                  |
| Colindres       | 6,6        | 8 504            | 1 288,5              |
| Laredo          | 15,7       | 10 996           | 700,4                |
| Liendo          | 26,0       | 1 216            | 46,8                 |